# شهرستان تونگهای
شهرستان تونگهای (به لاتین: Tonghai County) یک شهرستان‌های جمهوری خلق چین در چین است که در یوکسی واقع شده‌است. شهرستان تونگهای ۱٬۱۱۴ کیلومتر مربع مساحت و ۲۶۰٬۶۱۷ نفر جمعیت دارد.